# Incidente di Kyštym
L'incidente di Kyštym (dal nome della zona più colpita, Kyštym, nell'Oblast' di Čeljabinsk, Russia), anche noto come incidente di Majak (dal nome del complesso chimico coinvolto), è stato uno dei più gravi disastri nucleari della storia, classificato al livello 6 su 7 della scala INES, inferiore solo agli incidenti di Černobyl' e Fukushima.
Avvenne nell'impianto nucleare di Majak, un sito segreto militare dell'ex Unione Sovietica costruito nel 1945 principalmente da reclusi dei gulag, noto originariamente come n° 817, e che ospitava un impianto per la produzione di materiale nucleare (soprattutto plutonio), destinato alla fabbricazione di bombe atomiche attraverso il riprocessamento del combustibile proveniente da reattori nucleari.
Pur essendo avvenuto nel 1957, l'incidente fu nascosto all'opinione pubblica fino al 1976, quando Žores Medvedev lo denunciò in un articolo. Molti dei documenti del disastro furono desecretati solo nel 1990.

## Le cause e gli eventi
Il sito, fin dalle sue fasi iniziali, fu soggetto a diverse problematiche di sicurezza, oltre a lievi ma frequenti incidenti di natura tecnica. La maggiore problematica riguardò lo sversamento delle acque contaminate nei fiumi e nei laghi adiacenti, che si cercò di risolvere con la costruzione di serbatoi di contenimento delle scorie, oggetto del successivo incidente.
Il 29 settembre 1957, un guasto al sistema di raffreddamento ad acqua di una delle cisterne (della capacità di 300 m³) di riprocesso contenente 70 - 80 tonnellate di scorie nucleari in fase liquida, provocò l'esplosione chimica (ovvero di tipo ordinario, non nucleare) della cisterna stessa. L'esplosione fu stimata di potenza 70 - 100 tonnellate di TNT, pari a circa 310 gigajoule. In seguito all'esplosione furono riversati nell'atmosfera radionuclidi (cerio-144, zirconio-95, stronzio-90, rutenio-106 e cesio-137) per un rilascio totale di radioattività pari a 74 PBq (peta becquerel), rispetto ai circa 5300 PBq fuoriusciti durante il disastro di Černobyl'. La contaminazione fu così massiccia che si preferì aspettare che la pioggia facesse depositare la polvere radioattiva prima di intervenire.
Un'area di 23.000 km² comprendente le oblast' di Čeljabinsk, Sverdlovsk, Tjumen', risultò contaminata al livello di 3,7 kBq/m² di deposito di stronzio-90.
Le 273.000 persone di quest'area furono esposte a una dose collettiva di 2500 sievert, cioè una media di 10 millisievert a persona. La popolazione dell'area contaminata con più di 74 kBq/m² di stronzio-90, cioè le zone più colpite di Kyštym, Ozërsk, Kasli, 10.000 persone, fu evacuata e trasferita altrove.
Fino al 1992 nell'area era proibito l'accesso agli stranieri.

## Situazione attuale
Il governo ritiene la zona non pericolosa per gli esseri umani; tuttavia, persiste traccia di radioattività anche elevata in molte aree.